# Com'è bella la vita
Com'è bella la vita è il secondo singolo estratto dall'album L'Italia... e altre storie di Marco Masini, scritto in collaborazione con Giuseppe Dati.
Il brano è un vero e proprio inno alla vita caratterizzato da una musica allegra e gioviale.
Proprio per queste sue caratteristiche è stato presentato da Masini nel programma Ti lascio una canzone di Antonella Clerici, cantato assieme ai giovani interpreti dello show.